# 9.99 دولار (فلم)
9.99 دولار هو فيلم دراما تم إنتاجه في أستراليا وإسرائيل وصدر في 4 سبتمبر 2008. من بطولة جيوفري راش، أنتوني لاباليا، بن مندلسون، وجويل إجيرتون وغيرهم.

## القصة
يدور الفيلم أساسا ً حول شخص في يبلغ 28 سنة يدعى ديف بيك، وهو عاطل عن العمل ولكن يفضل أن يبحث عن معنى الحياة أكثر من البحث عن عمل بأجر. وبينما يتصفح مجلة، رأى (ديف) إعلانا عن كتاب يتمحور حول أن معنى الحياة هي «أسباب انخفاض سعر 9.99 دولار» فوجد نفسه مفتونا بهذا، ليبدأ رحلته في سيدني الشاقة لإ يجاد المعنى الحقيقي للحياة.
كما يحكي الفيلم عن قصص أسرة ديف التي تتكون من عدة شخصيات مختلفة.

## العرض ونسب المشاهدة
عرض فيلم 9.99 دولار لأول مرة في مهرجان تورونتو السينمائي الدولي في 4 سبتمبر 2008، ثم عرض الفيلم بعد ذلك في لوس أنجلوس ونيويورك في 19 يونيو 2009، قبل أن يعرض بعد ذلك في أستراليا في 17 سبتمبر 2009. وقد تلقى الفيلم عدة آراء معظمها إيجابية. وحتى يوليو 2012، كان قد حصل على نتيجة من 75 في المائة من قبل موقع «فريش» بينما حاز على تقدير متوسطه 6.6 من أصل 10 في موقع الطماطم الفاسدة. أعطى موقع ميتاكريتيك الفيلم نسبة (68/100).

### بوكس أوفيس
لقد كسب فيلم 9.99 دولار ما يقارب 47,300 دولار في شبابيك التذاكر في أستراليا.أما على مستوى العالم فقد حاز على ما مجموعه 708,354 دولار.

## وصلات خارجية
- مقالات تستعمل روابط فنية بلا صلة مع ويكي بيانات
- The Numbers